# Théâtre du Marais
Das Théâtre du Marais ist ein Schauspielhaus im 3. Arrondissement an der Adresse 37, rue Volta. Sein Name leitet sich vom Maraisviertel ab, in dem es beheimatet ist. In der Vergangenheit trugen mehrere Pariser Theater diesen Namen.

## 1. Gebäude
Das erste Théâtre du Marais war ein Schauspielensemble, das seit 1629 im Hôtel de Bourgogne gespielt hatte, dem zu Beginn des 17. Jahrhunderts einzigen Theatergebäude in Paris. Der Schauspieler und Prinzipal Montdory machte sich nach 1630 selbstständig und benutzte den Saal des Jeu de Paume (eine Art „Tennishalle“) in dem in Mode gekommenen Stadtviertel Marais als Spielstätte (rue Vieille du Temple). Als Theatergebäude wurde sie nach einem Brand in den Jahren 1643/1644 neu aufgebaut. Der Abriss wurde rund 30 Jahre später per Dekret vom 23. Juni 1673 verfügt, nachdem die Truppe des „Marais“ mit derjenigen des gerade verstorbenen Molière fusioniert worden war, die von dessen Witwe Armande Béjart geleitet wurde.

## 2. Gebäude

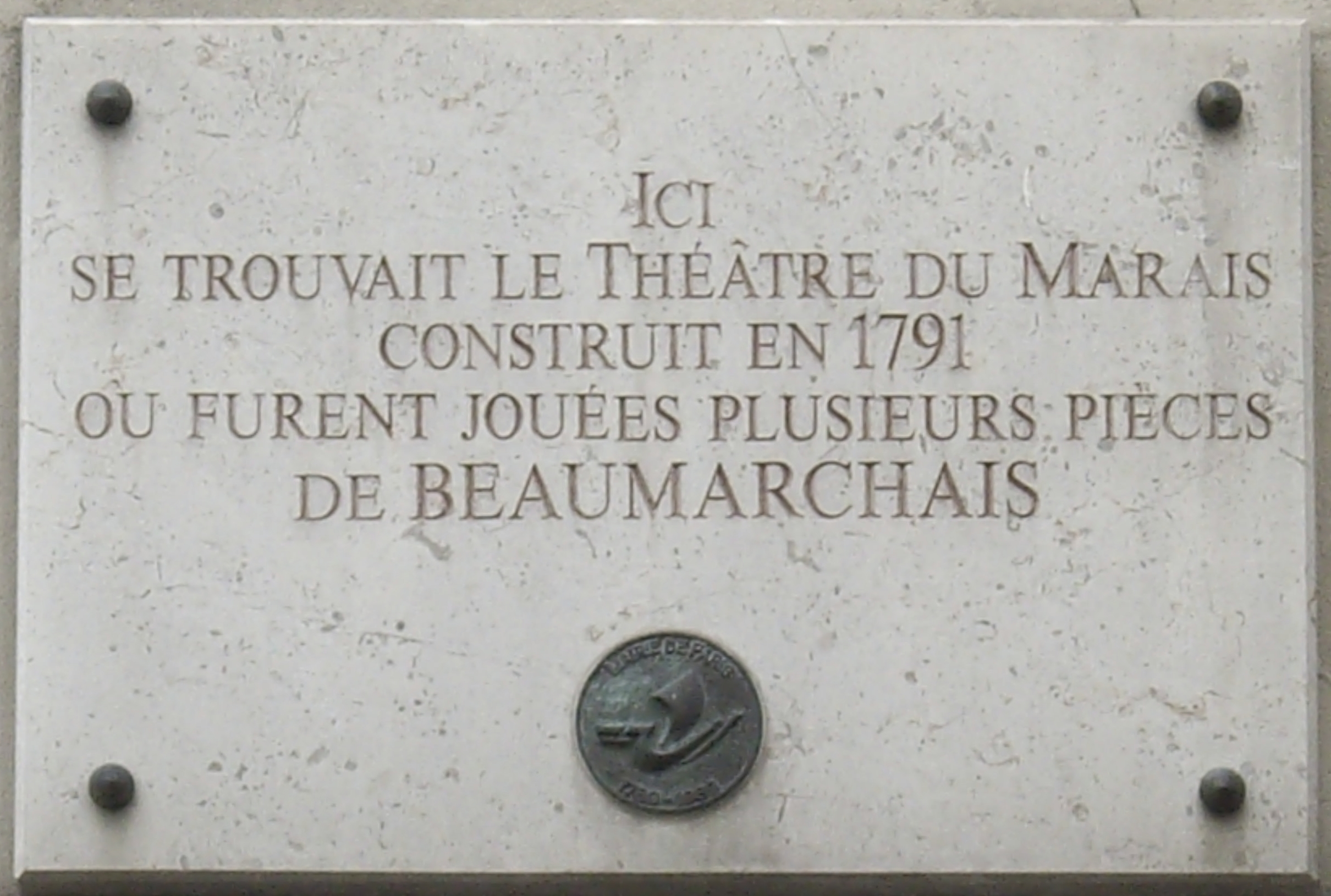
Gedenktafel 11 rue de Sévigné

Den Bau eines zweiten Théâtre du Marais im Jahr 1791 in der rue de la Couture oder Culture Sainte-Catherine (heute rue de Sévigné) errichtete der Architekt Treprat für Courcelles, einen ehemaligen Schauspieler des Théâtre-Italien. Beaumarchais übernahm eine Teilfinanzierung, das Baumaterial stammte weitgehend aus der abgerissenen Bastille. Beaumarchais, der in der Nachbarschaft wohnte, ließ dort seine Werke aufführen. Der Saal wurde im Jahr 1807 auf Befehl Napoléons I. geschlossen (Napoleonisches Theaterdekret) und 1812 abgerissen. An seiner Stelle entstand ein öffentliches Badehaus.

## 3. Gebäude
Das heutige Théâtre du Marais in der rue Volta eröffnete der Schauspieler und Theaterregisseur Jacques Mauclair im Jahr 1976. Nach einer vorübergehenden Schließung 1999 ging es im Mai 2000 in den Besitz der Schauspielschule Cours Florent über, aus der so bekannte Schauspieler hervorgegangen sind wie Jacques Weber, Daniel Auteuil, Francis Huster, Isabelle Adjani, Sophie Marceau, Audrey Tautou und andere.